# Archie Hooper
Archibald William "Archie, Art" Hooper, född 11 september 1881 i Saint-Lambert, Québec, död 11 oktober 1904 i Saint-Lambert, var en kanadensisk ishockeyspelare. Hooper var aktiv på amatörnivå under det tidiga 1900-talet med Montreal Hockey Club med vilka han vann två Stanley Cup-titlar, 1902 och 1903.
Archie Hooper spelade för Montreal Hockey Club i Canadian Amateur Hockey League, CAHL, åren 1901–1904 och säsongen 1902 ledde han ligan med 17 gjorda mål på 8 matcher.
I februari 1903 ådrog sig Hooper en skada i en ishockeymatch och återhämtade sig aldrig riktigt därefter. I juli 1904 var han under en tid intagen på Royal Victoria Hospital i Montreal innan han fick komma hem till Saint-Lambert där han senare dog den 11 oktober 1904, 23 år gammal.